# ノーサンバーランド郡 (ニューブランズウィック州)
ノーサンバーランド郡（ノーサンバーランドぐん、英語：Northumberland County、仏語：Comté de Northumberland）は、カナダのニューブランズウィック州中央部に位置する郡。州内最大面積の郡である。鮭の遡上や釣りで有名なミラミシ川流域に広がる。

## 行政区分
ノーサンバーランド郡には1市4村、及びファースト・ネーションが1つある。また13の小教区に分かれる。

### 主な市町村
- ミラミシ：1995年にニューキャッスルとチャットハムの2つの町が合併して出来た市。